# Clermont-l'Hérault
Clermont-l'Hérault là một xã thuộc tỉnh Hérault trong vùng Occitanie ở phía nam nước Pháp. Xã này nằm ở khu vực có độ cao trung bình 92 mét trên mực nước biển. Dân số thời điểm năm 1999 là 8097 người.
Thị trấn cách 30 phút so với Montpellier, 40 km (25 mi) so với bờ biển.